# Frühwinter

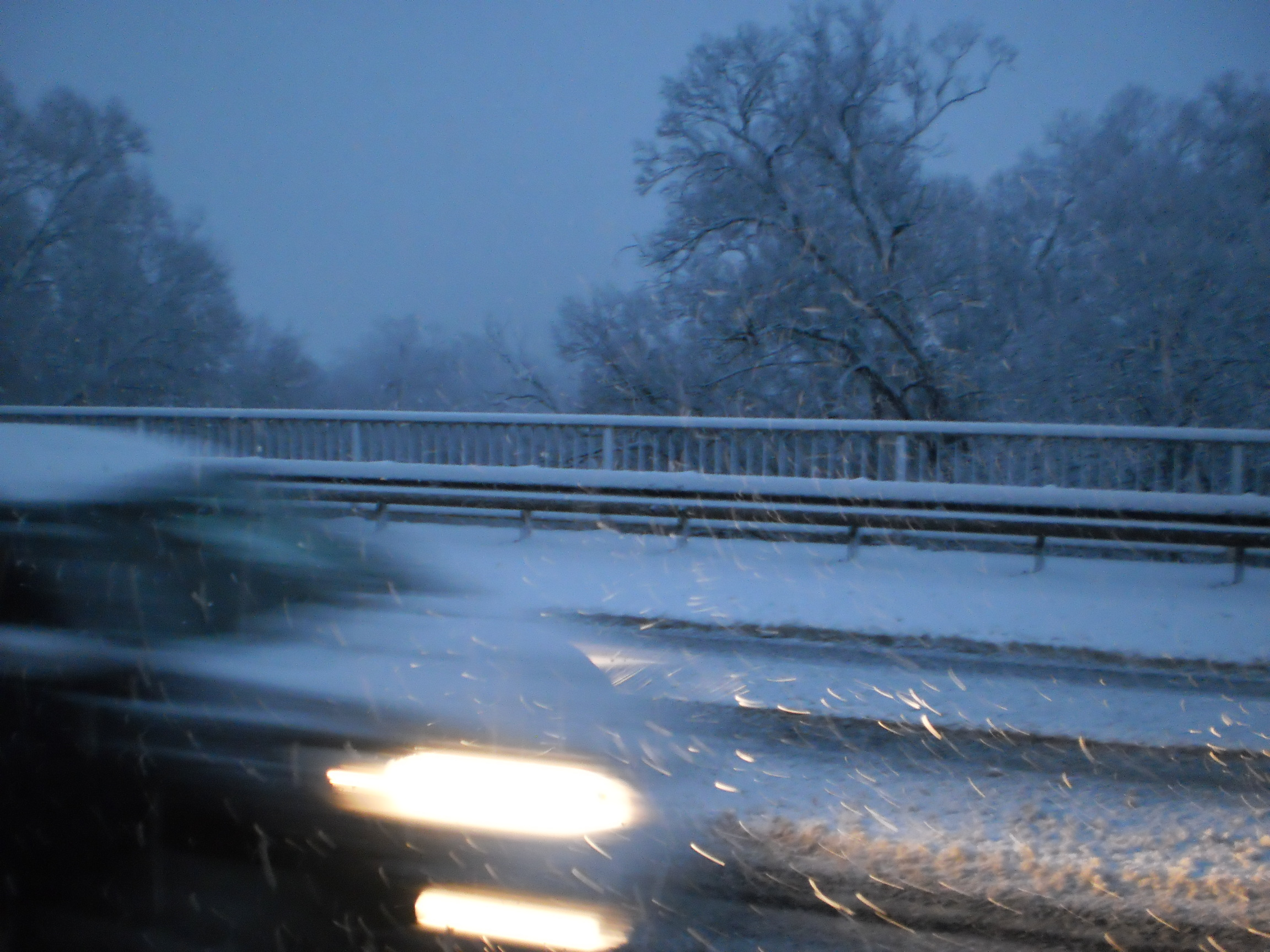
Schneetreiben am 22. November 2015 in Fronhausen.

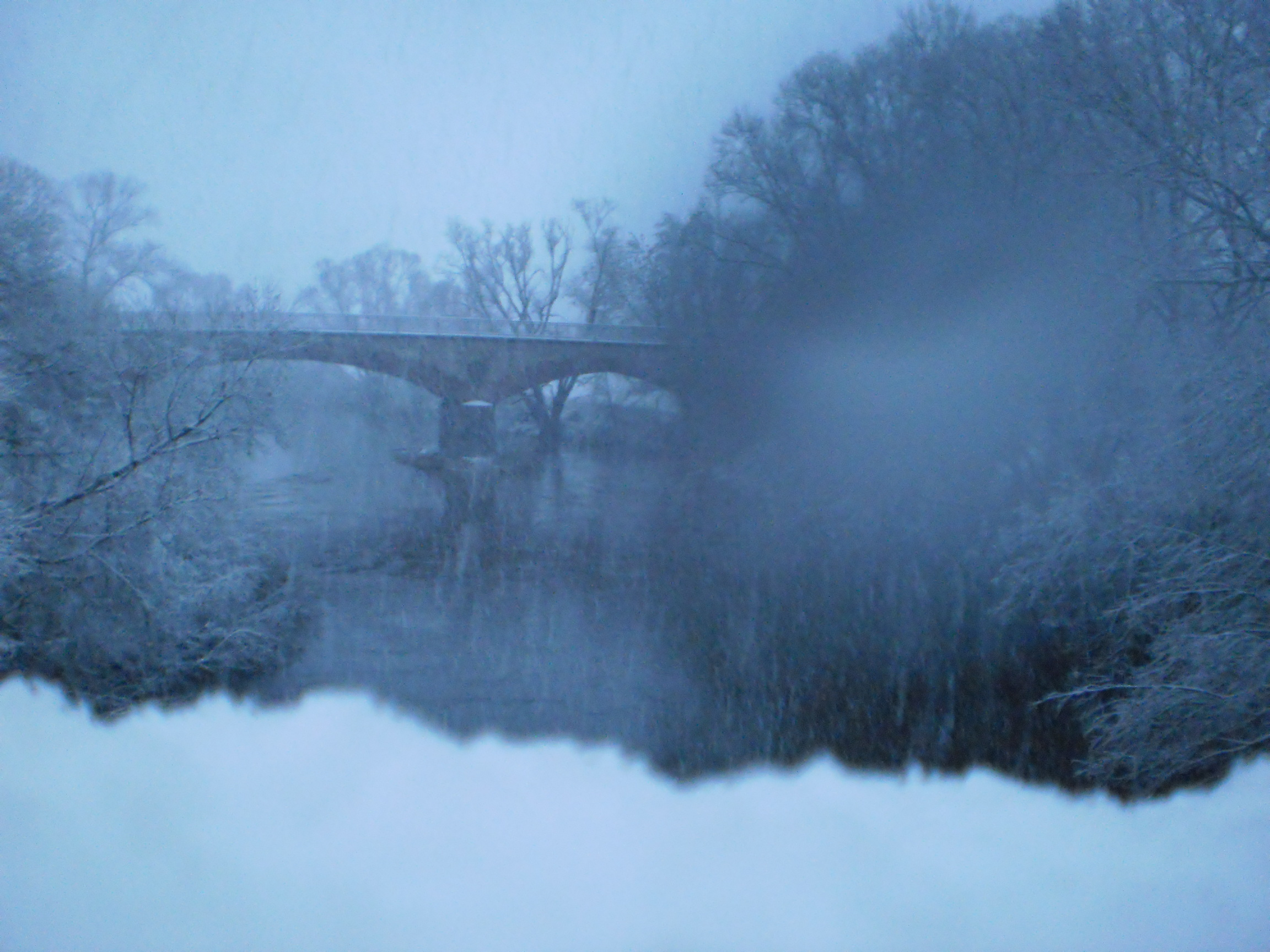
Verschneite Lahnufer an der Bogenbrücke in Bellnhausen (selber Standort und Tag).

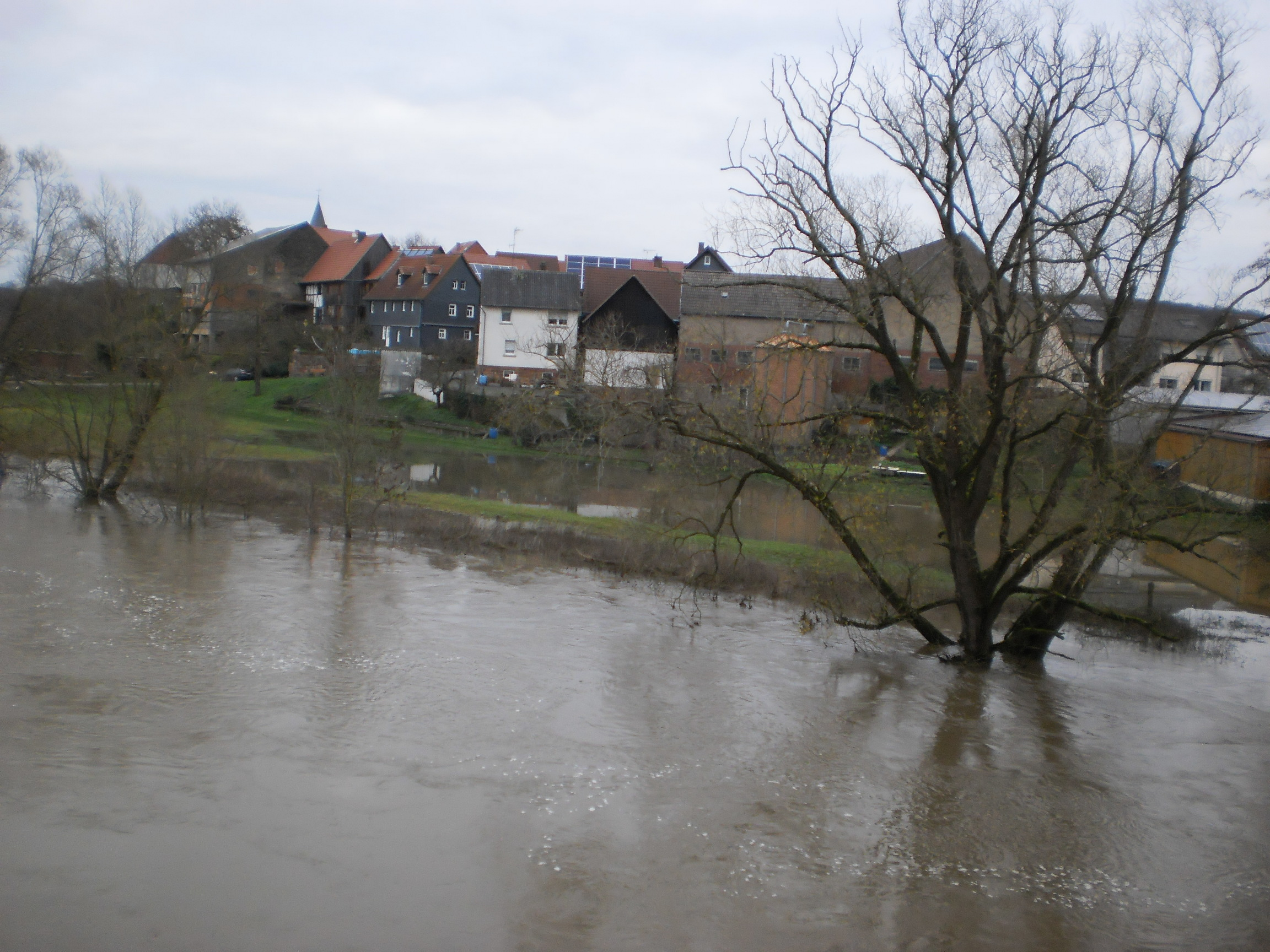
Nachfolgendes Hochwasser der Lahn Anfang Dezember 2015 infolge der Schneeschmelze (fotografiert von der Bogenbrücke in Bellnhausen)

Als Frühwinter bezeichnet man in der Meteorologie die Frühphase des Winters, im Allgemeinen die Zeit von Ende November/Mitte Dezember bis Anfang Januar.
Meteorologisch beginnt – aus Gründen der Statistik auf den Monatsanfang gelegt – der Winter am 1. Dezember. Der Frühwinter beginnt mit dem sprichwörtlichen Wintereinbruch, dem Beginn der geschlossenen Schneedecke oder dem Beginn von Dauerfrost (Eistagen) am Ende des Spätherbstes, der in Mitteleuropa üblicherweise in den letzten Novemberwochen bis Mitte Dezember stattfindet. Der Wintereinbruch wirkt im Besonderen dadurch signifikant, dass der Martini-Sommer als spätherbstlicher Wärmerückfall relativ häufig ist, und es regelmäßig mit dessen Ende zu merklichen Temperaturstürzen kommt. Im Klima Europas zeichnet sich gegen Ende Dezember eine Singularität ab, das Weihnachtstauwetter. Mit diesem endet der Frühwinter, und es schließt sich im Januar der Hochwinter an. Hermann Flohn spezifizierte in den 1940er Jahren den Frühwinter (abgekürzt Wf) auf 14.–25. Dezember, was eine regelmäßige stabilere Hochdrucklage und Rückgang der Niederschläge beschreibt. Winterbeginn vor dem 1. Dezember bezeichnet man im Allgemeinen als früh, solchen gegen Dezembermitte als spät.
Andere Autoren haben dann auch einen Ersten und Zweiten Frühwinter (Wf1,2) definiert, etwa im Intervall 27. November–12. Dezember resp. 12.–26. Dezember, oder Vorwinter (Wv, 30. Nov.–2. Dez.), Nikolaustauwetter (4./5. Dez.), Frühwinter (17.–21. Dez.), allzu feingliedrige Unterteilungen der meteorologischen Jahreszeiten haben sich aber nicht durchgesetzt, meist sind sie zu lokal, oder sind mit Eintrittshäufigkeiten um 50 % zu wenig signifikant.
In Unterscheidung zum Spätwinter stellt sich der Frühwinter im Wettergeschehen Europas recht vielfältig dar.
In den Volkstraditionen markiert die Adventszeit, mit der die Feldarbeit zu Ende geht, den Frühwinter, die Rauhnächte (21/22. Dezember bis 5./6. Januar) dessen Ende. Wichtiger Lostag zum Beginn des Frühwinters ist Martini, 11. November, ab dem traditionell auch die Forstarbeit beginnt.